# Chnum
Chnum – w mitologii egipskiej jeden z bogów Górnego Egiptu, patron garncarzy i zachodu słońca, uważany za stwórcę ludzi.
Czczony już w czasach Starego Państwa jako lokalne bóstwo wyspy Elefantyny, następnie jego kult rozpowszechnił się na cały Górny Egipt i Nubię. Jego żoną była bogini Satis, a córką Anuket (tzw. triada elefantyjska). W Esnie czczono go wraz z dwiema boginiami uznawanymi za jego żony: Menhit i Nebtuu oraz jego dziećmi: Neit i Heka. Z kolei w ośrodku kultu w Antinoe czczony był razem z Heket, która była tam uważana za jego małżonkę. Od V dynastii (zgodnie z teorią heliopolitańską) łączony był ze Słońcem (Ra), występując pod imieniem Chnum-Re.
Stwórca ludzi, miał na kole garncarskim ulepić człowieka wraz z jego ka i inne stworzenia. Uważany był także za dawcę wody i opiekuna wylewów Nilu.
W sztuce staroegipskiej wyobrażano go przy kole garncarskim, sceny takie pojawiły się za czasów XVIII dynastii. Wyobrażany był też jako długorogi baran lub mężczyzna z głową barana.
Olbrzymią świątynię Chnuma wzniesiono na wyspie Elefantynie w czasach Nowego Państwa, a kolejną w tej samej epoce w Esnie. Świątynię Chnuma zbudowała faraon Hatszepsut w Kumma w Nubii. Ponadto na Elefantynie odkryto cmentarzysko świętych zwierząt Chnuma – baranów.